# Michael Wesley-Smith
Michael Wesley-Smith, född 2 december 1983 i Wellington, Nya Zeeland, nyzeeländsk skådespelare, medverkar som rollfiguren Jack i TV-serien The Tribe.